# Кодде, Питер
Питер Якобс Кодде (нидерл. Pieter Jacobsz Codde; 11 декабря 1599, Амстердам — 12 октября 1678, Амстердам) — голландский живописец, один из малых голландцев «Золотого века голландской живописи». Мастер небольших картин бытового и портретного жанров. Писал религиозные композиции, картины на мифологические сюжеты, сценки из жизни солдат, бюргеров, музыкантов, бродяг и даже посетителей борделей.

## Биография
Год и месяц рождения художника не был известен до недавнего времени. Условно эти даты обозначали как 1599—1600. По новым данным, Питер Кодде был крещён 11 декабря 1599 года и похоронен 12 октября 1678 года в Амстердаме.
Считается, что он учился у Франса Халса, но более вероятно, что его обучение проходило у живописца-портретиста, трактирщика, актёра и торговца произведениями искусства Барента ван Сомерена (1572—1632), или, возможно, у Корнелиса ван дер Вурта (1576—1624).
Знакомство с Барентом ван Сомереном длилось годами. Кодде, вероятно, имел несносный характер и, как и многие голландские живописцы, любил выпить. Известно, что летом 1625 года во время попойки, которую устроил ван Сомерен, молодые художники Питер Кодде и Виллем Корнелис Дейстер устроили драку до крови. Косвенным доказательством знакомства с ван Сомереном стала и картина Питера Кодде — «Актёры камеры риторов».
В 1623 году Питер Кодде женился на 18-летней Маритье Арентс Шилт. В акте, составленном о браке, он впервые упомянут как художник. Материальное положение Питера было неплохим, и он взял в аренду дом в центральном районе Амстердама на улице Синт-Антонисбреестраат, модной в те годы улице, где обитало множество художников и где с 1631 до 1635 год жил сам Рембрандт.
У супругов родилась дочь Клара, но она умерла в 1635 году. Согласия в семье не было. Новое событие чрезвычайно ухудшило отношения с женой. Художника обвинили в изнасиловании горничной, и, хотя доказательств не было, Питер Кодде провёл одну ночь в заключении. Супруги развелись в 1636 году, и жена переехала к Питеру Поттеру, соседу-живописцу, отцу другого художника Паулюса Поттера.
В 1657 году Питер купил дом на Кайзерсграхте за 5000 гульденов, где и прожил всю оставшуюся жизнь.
Когда в 1678 году Питер Кодде скончался в Амстердаме в акте инвентаризации числилось значительное собрание картин. Его горничная Барендье Виллемс унаследовала большую часть его имущества.

## Творчество
Большинство живописных произведений художника было выполнено в Амстердаме. Картины обычно небольшого размера отличаются серебристо-серым колоритом, многие из них посвящены жизни музыкантов и музицирующих бюргеров. Так, например, к ранним картинам Питера Кодде относятся «Урок танца» 1627 года (Лувр), «Музыкальная компания» (1639), «Лютнист» (Художественный музей Филадельфии) и «Концерт», произведение, которое ныне находится в галерее Уффици во Флоренции. Другое произведение Кодде в Уффици — картина «Разговор». Кодде также писал картины на исторические и библейские сюжеты, такие как «Поклонение пастухов» 1645 года в Рейксмюсеуме в Амстердаме.
Живопись Питера Кодде близка произведениям других голландских художников бытового жанра: Адриана Брауэра, Герарда Терборха, Адриана ван Остаде, Яна Стена.
В точности неизвестно, учился ли Питер Кодде у Франса Халса, но стиль его живописи, в некоторых отношениях схож с манерой Халса. В 1637 году Питеру Кодде было поручено завершить незаконченную работу Халса под названием «Рота капитана Реаля Ренье и лейтенанта Корнелиса Михельса гражданской гвардии Харлема». И хотя выбор Кодде для завершения этой работы Халса в то время был обоснованным, видно, что манера Питера Кодде «более гладкая», чем у Халса. Считается, что Халс завершил только левую часть композиции; остальное было выполнено Кодде.
Учеником (или соучеником) Питера Кодде был Виллем Дейстер, который был примерно того же возраста. В санкт-петербургском Эрмитаже имеется пять картин Питера Кодде.

## Галерея

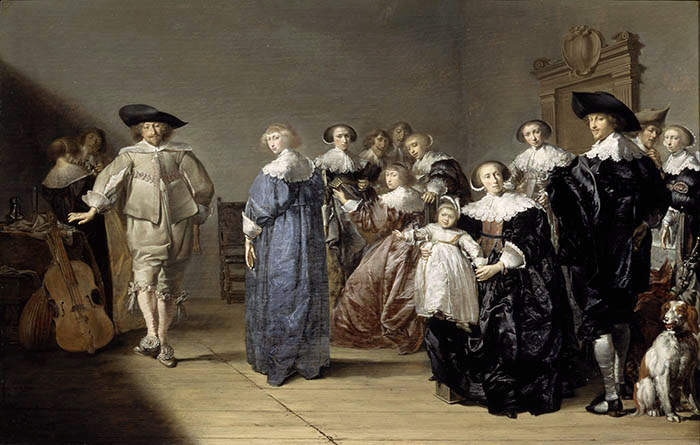
Весёлая компания. 1633. Холст, масло. Академия изобразительных искусств, Вена
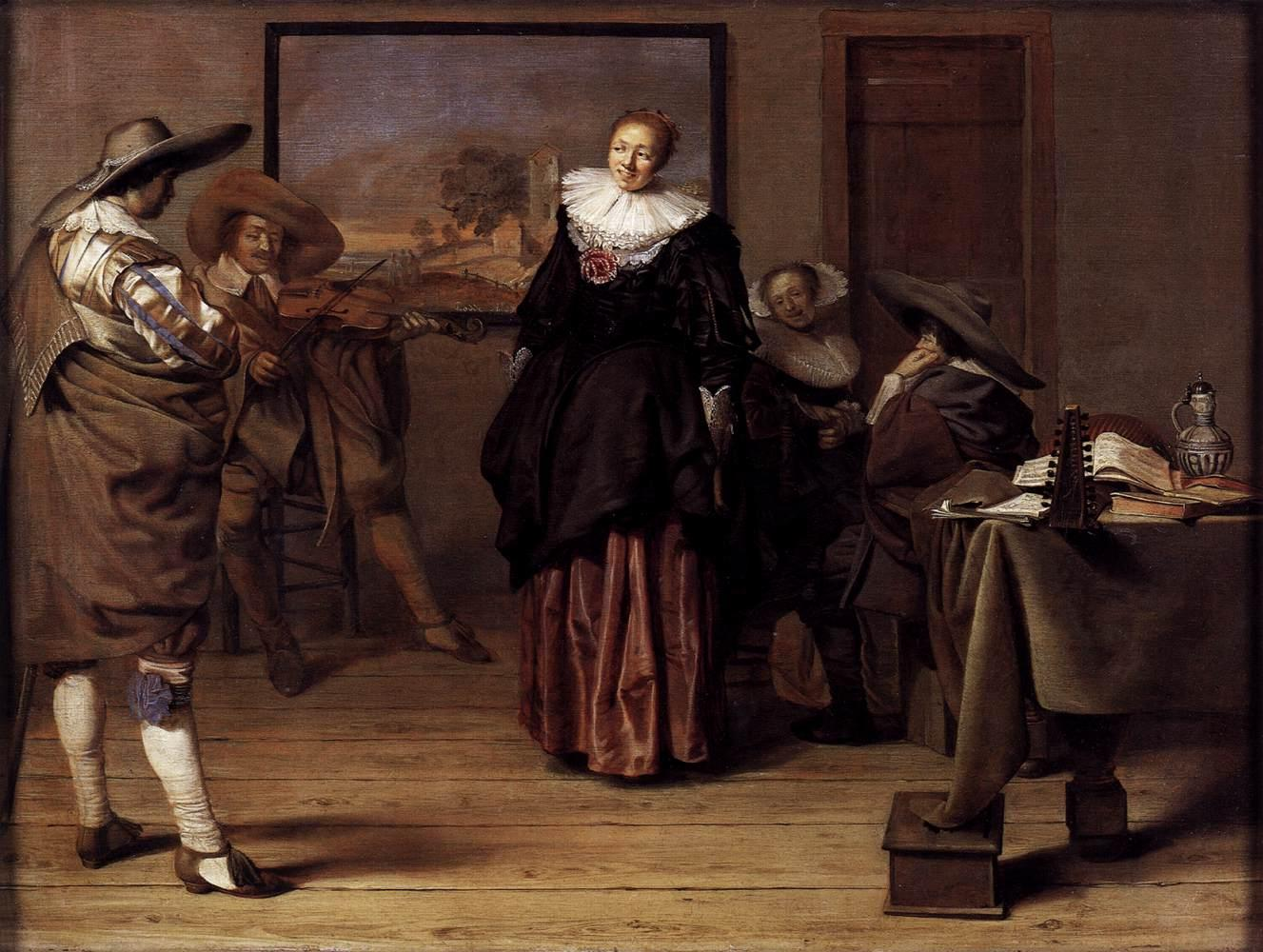
Урок танца. 1627. Дерево, масло. Лувр, Париж
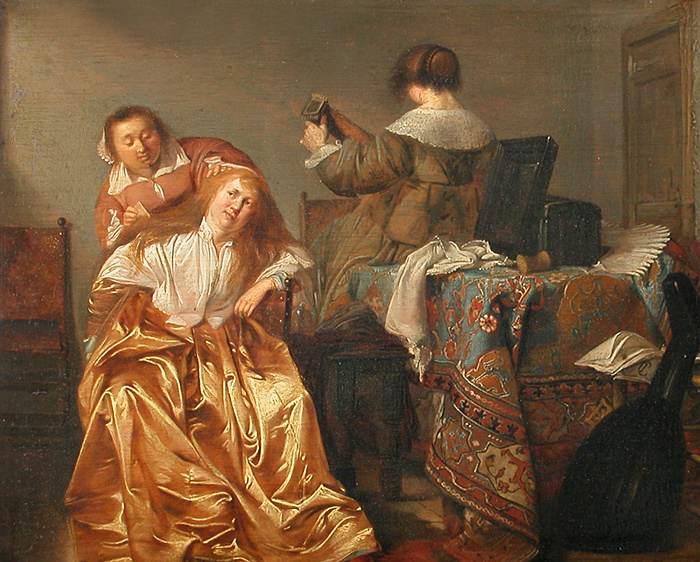
Дамы за туалетом. 1630-е. Дерево, масло. Лувр, Париж
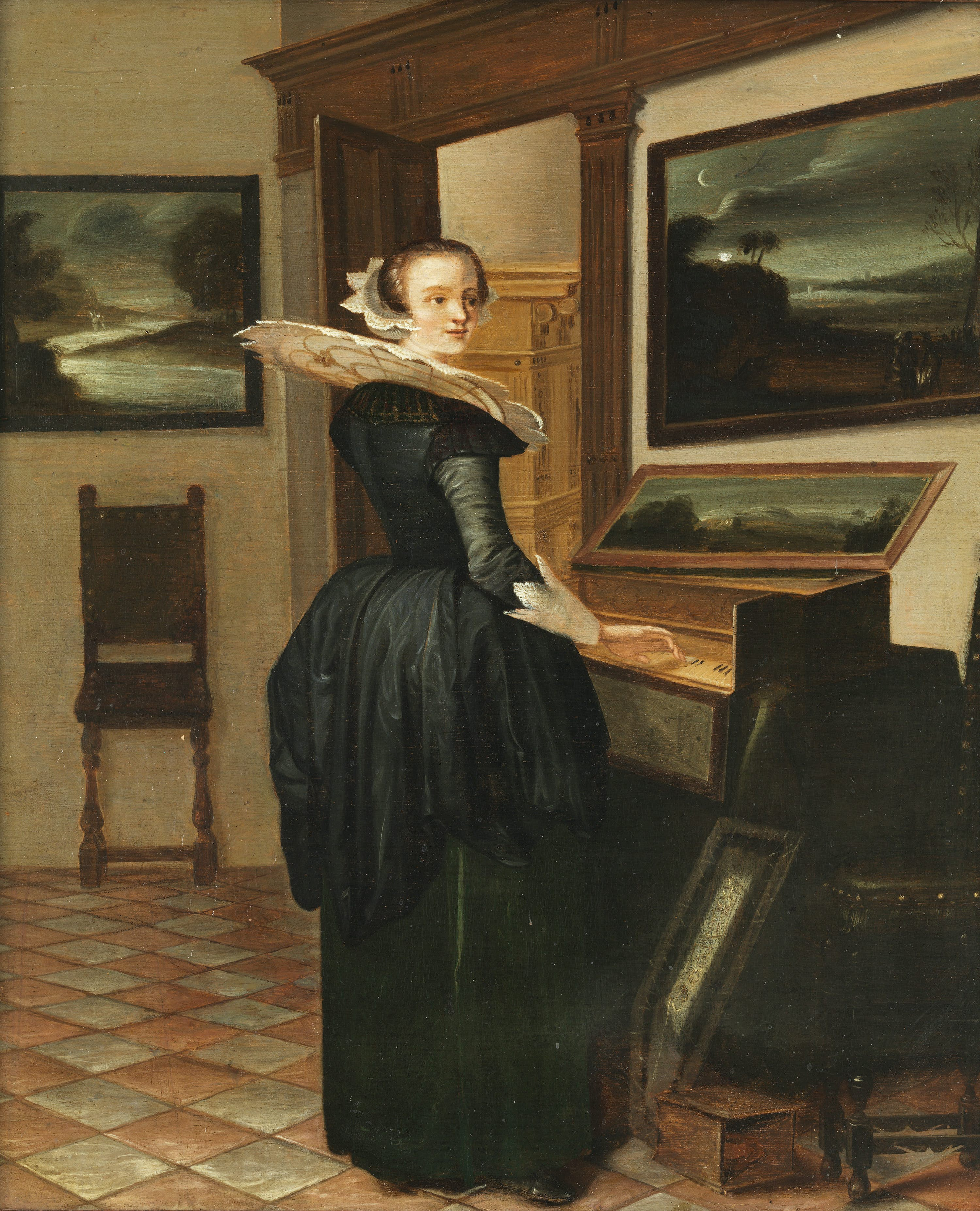
Дама у спинета. Дерево, масло. Частное собрание
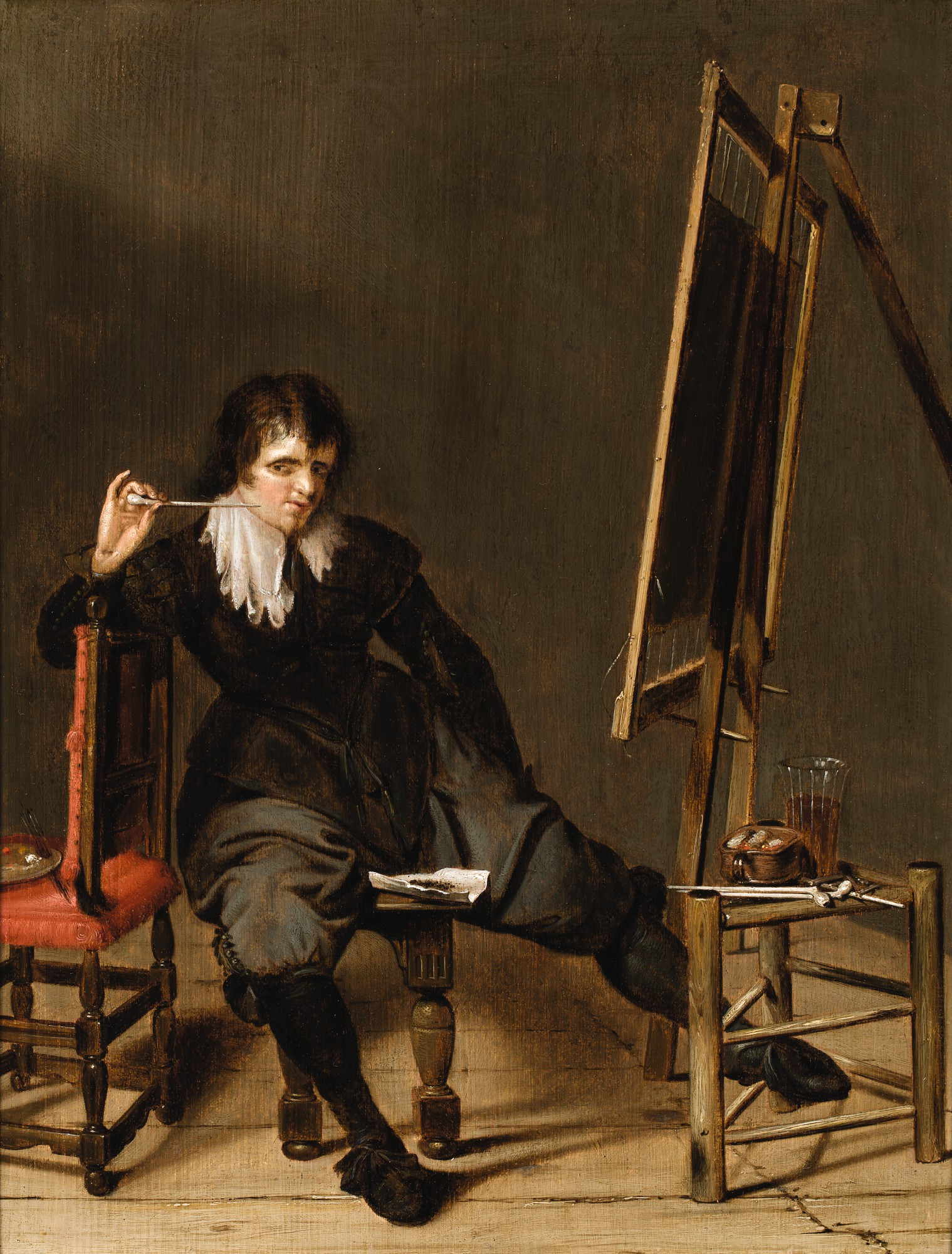
Художник в мастерской. Дерево, масло. Частное собрание
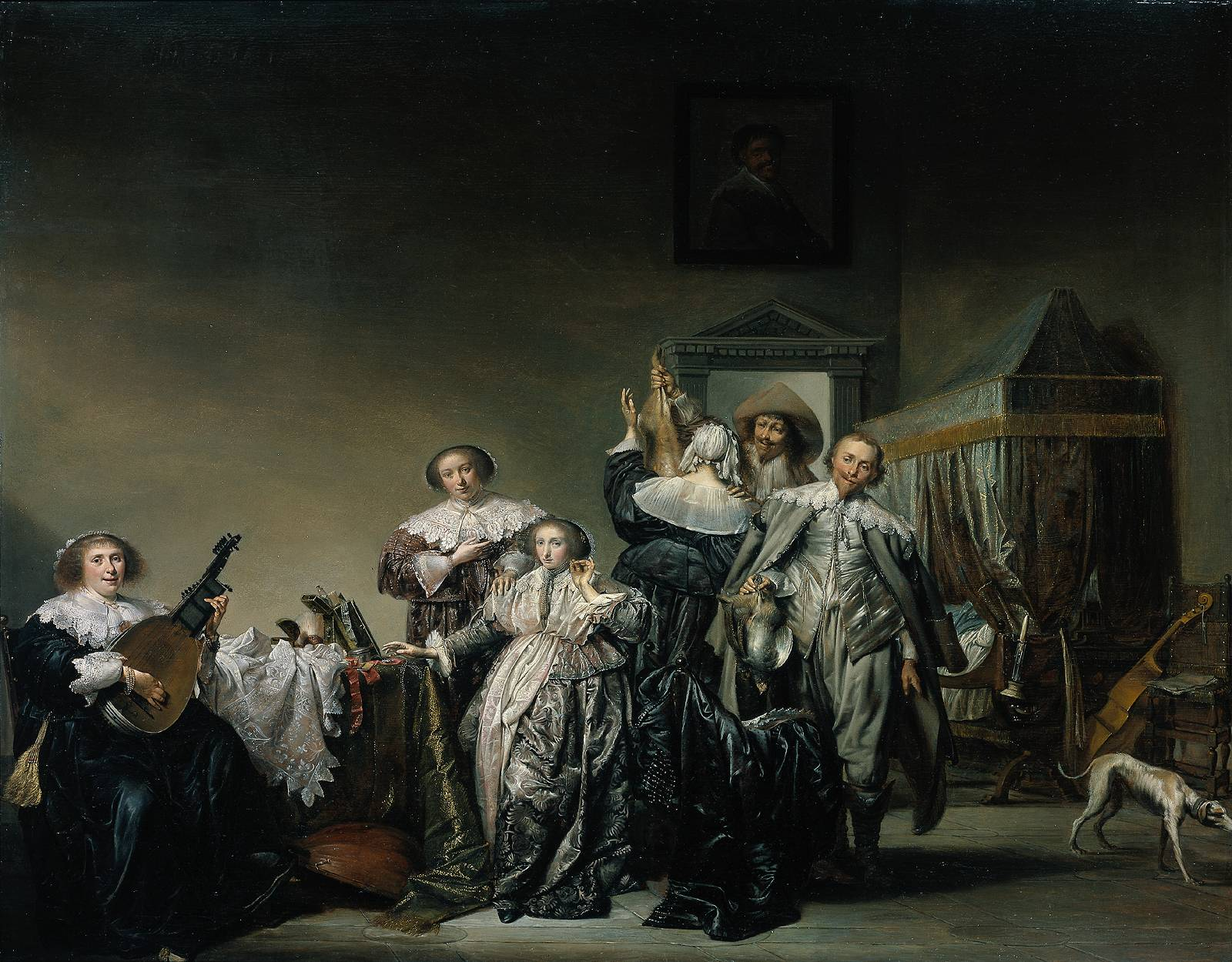
Кавалеры и дамы. 1633. Дерево, масло. Рейксмюсеум, Амстердам
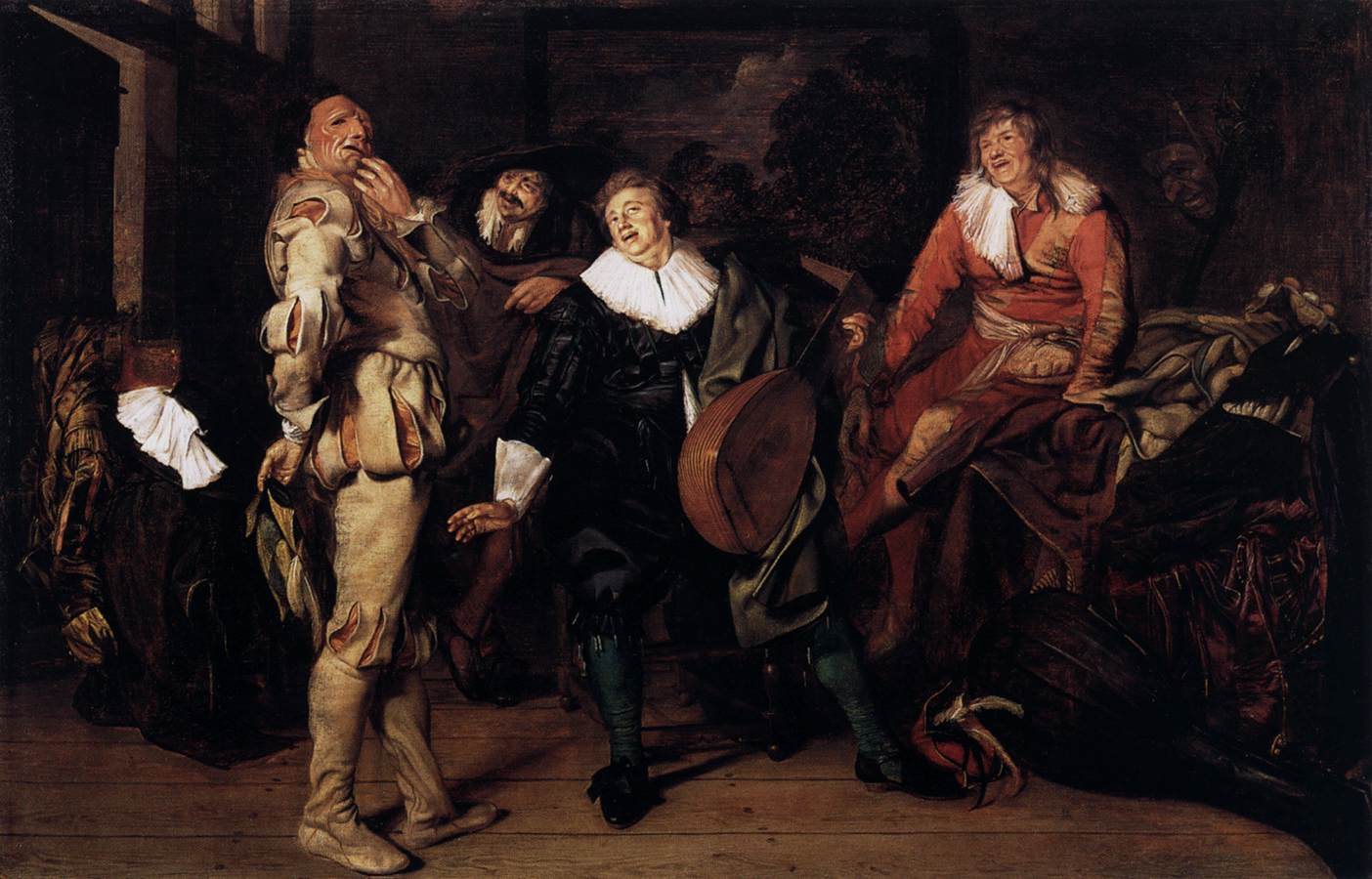
Актёрская гримёрная. 1630-е. Дерево, масло. Берлинская картинная галерея
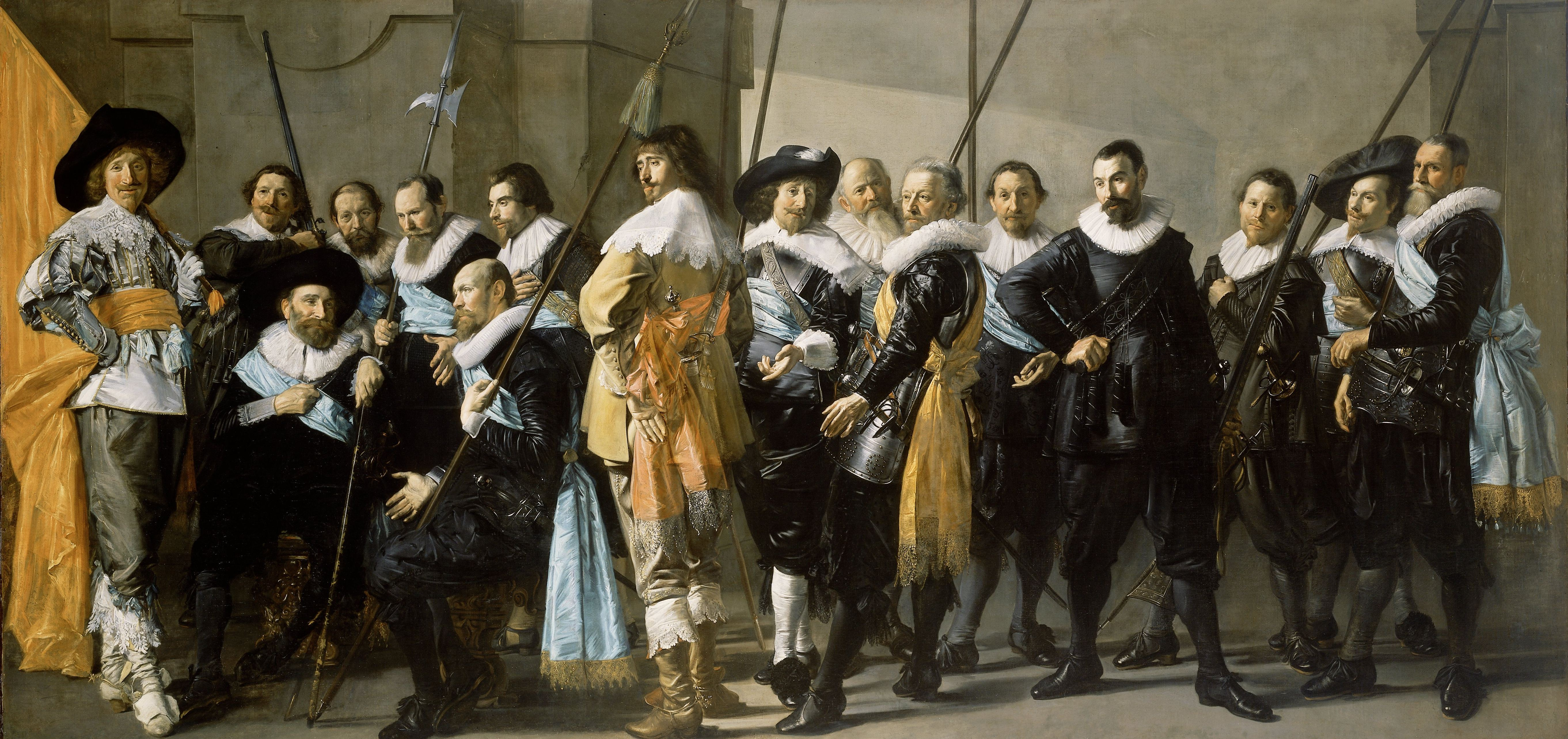
Ф. Халс и П. Кодде. Рота капитана Реаля Ренье и лейтенанта Корнелиса Михельса гражданской гвардии Харлема. 1633—1637. Холст, масло. Рейксмюсеум, Амстердам